# Hustle (dans)
Hustle är en dans i 3/4-takt som dansas till disco och pop. Den kan dansas som både pardans och formationsdans. Sången The Hustle av Van McCoy gjorde dansen mycket populär.